# 松本昭 (ジャーナリスト・仏教学者)
松本 昭（まつもと あきら、1925年10月30日 - 2018年11月9日）は、日本のジャーナリスト・仏教学者、昭和女子大学副学長。

## 人物・来歴
神奈川県生まれ。早稲田大学文学部美術史専攻卒業、同大学院特別研究生。1982年「弘法大師入定説話の研究」で早大文学博士。毎日新聞社入社後、サンデー毎日編集部、学芸部、政治部を経て事業部長。昭和女子大学副学長を務めた。

## 著書
- 『弘法大師入定説話の研究』六興出版, 1982.1
- 『吉川英治 人と作品』講談社, 1984.9
- 『日本のミイラ仏』 (ロッコウブックス) 六興出版, 1985.5  臨川書店, 1993.10
- 『人間吉川英治』六興出版, 1987.9
- 『人間復活 吉川英治、井上靖、池田大作を結ぶこころの軌跡』アールズ出版, 2001.9
- 『教師よ、最高の芸術家よ 牧口常三郎の創価教育と日本の"道の文化"』アールズ出版, 2004.10
- 『天皇家の祖先・息長水依比売を追って 古代天皇史探訪』アールズ出版, 2017.8
- 『「お水取り」を巡る歴史 松本昭遺稿』アールズ出版, 2019.11

### 編纂
- 吉川英治『魚に河は見えない 人生論読本』編. 講談社, 1972
- 吉川英治『われ以外みなわが師』 (私の人生観) 編・解説. 大和出版, 1992.7